# Centro Federal de Educação Tecnológica de Minas Gerais

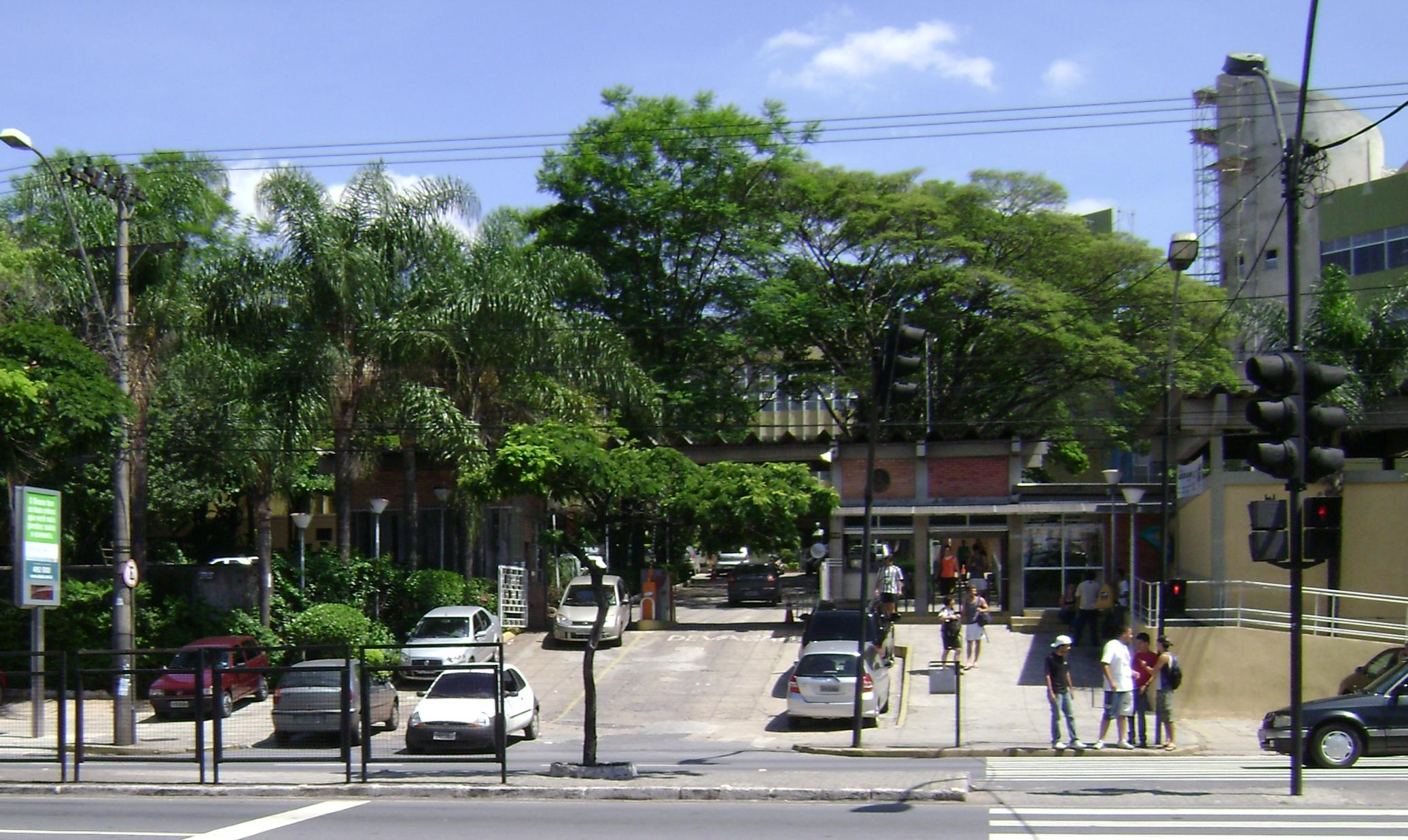
Centro Federal de Educação Tecnológica de Minas Gerais

Centro Federal de Educação Tecnológica de Minas Gerais, också känt som CEFET-MG, är ett universitet och forskningsinstitut beläget i Belo Horizonte i Minas Gerais, Brasilien.
Det grundades 1910.